# Chiapasi Krisztus
A Chiapasi Krisztus (más néven Copoyai Krisztus, spanyolul Cristo de Chiapas/Copoya) egy hatalmas műalkotás a mexikói Copoya településen, amely a keresztre feszített Jézust ábrázolja.

## Története
A szobor ötlete Felipe Aguirre Franco tuxtlai püspöktől származik 1997-ből, de csak 2007 januárjában jelentette be Juan Sabines Guerrero kormányzó, hogy az alkotás fel fog épülni, a közlemény szerint hálából azért, mert XVI. Benedek pápa főegyházmegyei rangra emelte a Tuxtla Gutiérrez-i egyházmegyét. Az alapkövet 2007. április 29-én tette le Rogelio Cabrera López érsek és Sabines kormányzó, ám az építkezés lassan haladt, a befejezésre kitűzött határidő egyre csak csúszott. Végül 2011. december 6-án avatták fel.

## Leírás
A műalkotás a dél-mexikói Chiapas állam fővárosától délre emelkedő Mactumatzá hegyen, Copoya település északi határában áll. A talapzatával együtt 62 méter magas építmény fő része egy hatalmas kereszt, amelyre Krisztus testét nem ráerősítették vagy ráfestették, hanem kivágták belőle, összesen 5 db lyukat képezve. Tervezésénél figyelembe vették, hogy az erős szelek se dönthessék fel, illetve azért, hogy karbantartása olcsóbb legyen, külső borításához rozsdamentes acélt használtak fő anyagul. Vasbeton talapzata körülbelül 2000 tonnát nyom. Éjjeli díszkivilágítása többféle különböző színű lehet.
A terület, ahol áll, összesen mintegy 24 000 m²-es, és számos más (többnyire turisztikai célú) létesítmény is található itt: többek között zöldfelületek, parkoló több mint 300 autó számára, vendéglők, kereskedelmi egységek, egy kápolna, mauzóleum kriptákkal, mosdók, öltöző, valamint kialakítottak egy kálváriát is.

## Képek

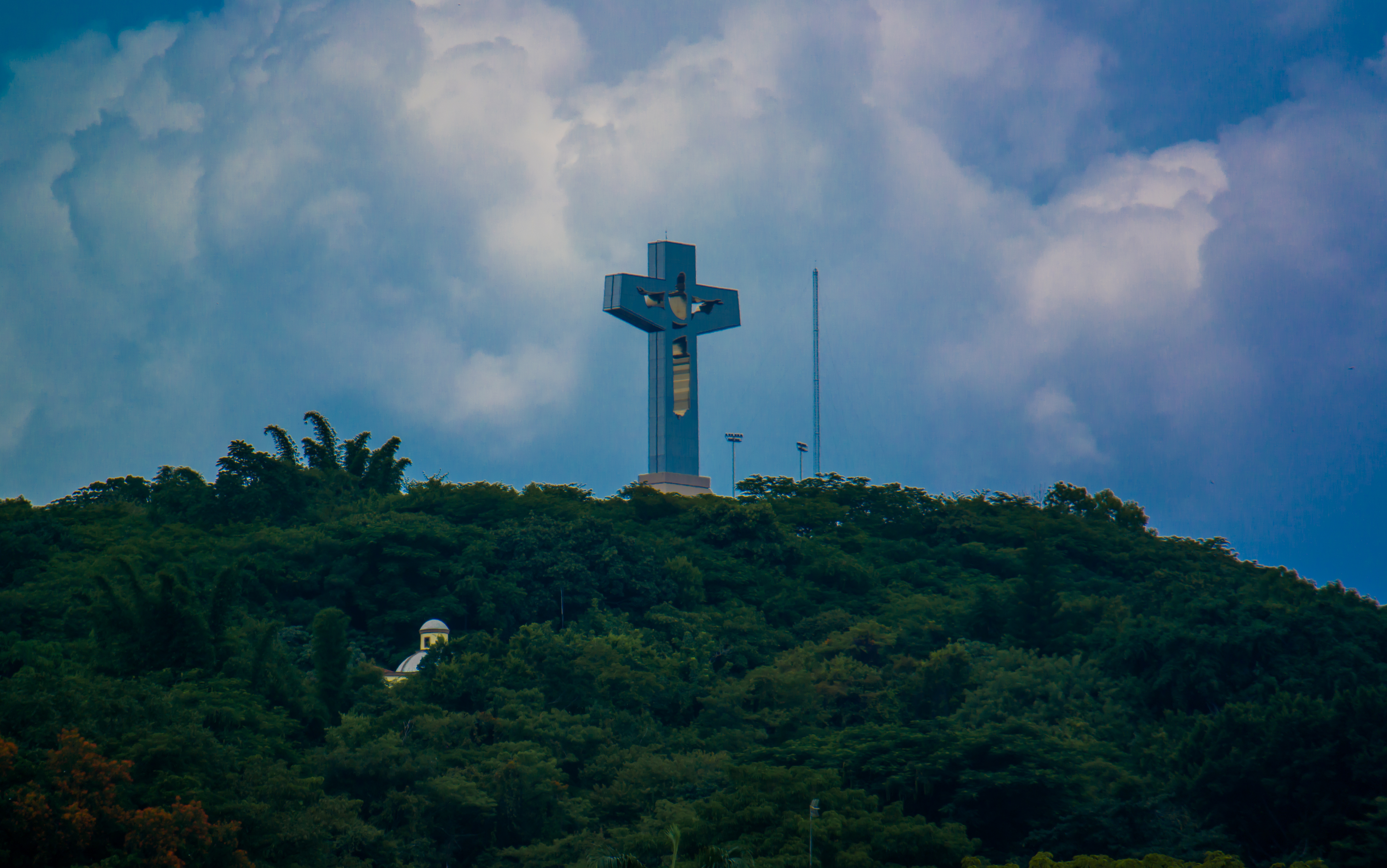
Lentről nézve
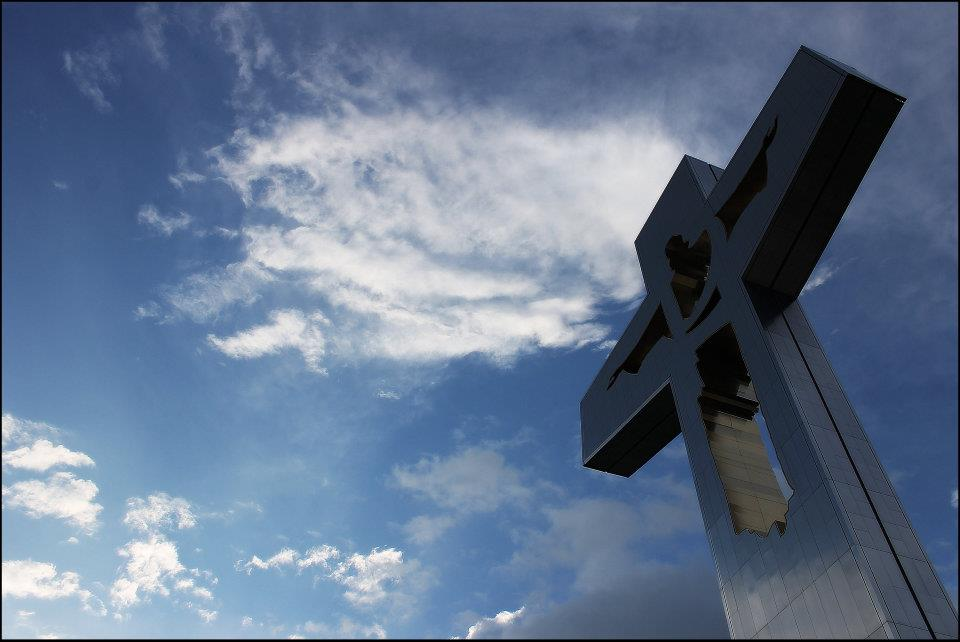
A kereszt
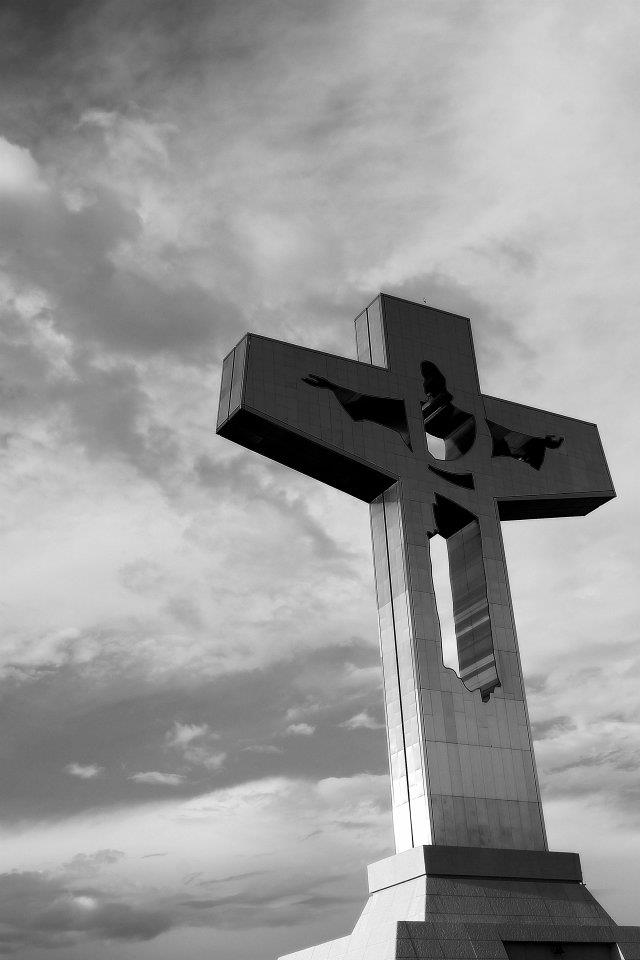
Fekete-fehérben